# Thauan Lara
Thauan Lara dos Santos, meglio noto come Thauan Lara (Porto Alegre, 22 gennaio 2004), è un calciatore brasiliano, difensore del Santa Clara.

## Carriera
Cresciuto nel settore giovanile dell'Internacional, ha esordito in prima squadra il 17 novembre 2021, disputando l'incontro del Brasileirão perso 1-0 in trasferta contro il Cuiabá.
Nel 2024 si è trasferito all'Alverca, club neopromosso nella seconda divisione portoghese, dove con 18 presenze ha contribuito alla conquista di un secondo posto in classifica, con conseguente promozione in prima divisione; successivamente passa al Santa Clara, nella prima divisione portoghese.

## Statistiche

### Presenze e reti nei club
Statistiche aggiornate al 17 agosto 2022.
| Stagione        | Squadra         | Campionato      | Campionato | Campionato | Coppe nazionali | Coppe nazionali | Coppe nazionali | Coppe continentali | Coppe continentali | Coppe continentali | Altre coppe | Altre coppe | Altre coppe | Totale | Totale |
| Stagione        | Squadra         | Comp            | Pres       | Reti       | Comp            | Pres            | Reti            | Comp               | Pres               | Reti               | Comp        | Pres        | Reti        | Pres   | Reti   |
| --------------- | --------------- | --------------- | ---------- | ---------- | --------------- | --------------- | --------------- | ------------------ | ------------------ | ------------------ | ----------- | ----------- | ----------- | ------ | ------ |
| 2021            | Internacional   | PD/RS+A         | 0+1        | 0          | CB              | 0               | 0               | CL                 | 0                  | 0                  |             | -           | -           | 1      | 0      |
| 2022            | Internacional   | PD/RS+A         | 0+5        | 0          | CB              | 0               | 0               | CS                 | 0                  | 0                  |             | -           | -           | 5      | 0      |
| Totale carriera | Totale carriera | Totale carriera | 6          | 0          |                 | 0               | 0               |                    | 0                  | 0                  |             | -           | -           | 6      | 0      |